# Defilování vojska o Božím těle na Královských Hradčanech
Defilování vojska o Božím těle na Královských Hradčanech je český krátkometrážní dokumentární film Jana Kříženeckého z roku 1898. Snímek byl poprvé promítán v programu Českého kinematografu na Výstavě architektury a inženýrství. Film byl natočen původní kamerou bratrů Lumiérů.

## Obsah filmu
Na snímku je zachycena vojenská přehlídka.